# Drăgănești de Vede
Drăgănești de Vede là một xã thuộc hạt Teleorman, România. Dân số thời điểm năm 2002 là 2305 người.